# 맹세
맹세(盟誓)는 일정한 말과 행동을 반드시 실천하겠다고 다짐하거나 약속하는 것을 말한다. 자기 자신 또는 사람과 사람 사이에 하기도 하고, 불변의 심판과 권세 아래 진실함을 약속한다는 의미로 각 종교의 신앙의 대상에게 하기도 한다.